# 西舍路镇
西舍路镇，是中华人民共和国云南省楚雄彝族自治州楚雄市下辖的一个乡镇级行政单位。
2013年，云南省人民政府批复同意撤销西舍路乡，设立西舍路镇。

## 行政区划
西舍路镇下辖以下地区：
西舍路村、达诺村、清水河村、安乐甸村、保甸村、闸上村、岔河村、朵苴村、德波苴村、新华村和龙岗村。